# Мартинячий острів
О́стрів Марти́нячий — український острів, що розташований у центральній частині затоки Сиваш Азовського моря між Чонгарським півостровом і Перекопським перешийком, на території Новотроїцького району Херсонської області.
Загальна площа острова становить 0,5 км². Поверхня — слабохвиляста рівнина з абразією берегів висотою до 5–12 м та вузьким пляжем. На високих берегових уступах спостерігаються процеси обвалювання.
Укритий приморською південностеповою рослинністю (полин, деревій, чебрець, тонконіг). Місце гніздування мартина сріблястого, а також сиворакші, галки, сірої качки та інших птахів.
Розташований у межах Азово-Сиваського національного заповіднику, створеного 25 лютого 1993 року з загальною площею 52 154 га.

## Географія
Острів Мартинячий розташований у центральній частині Сивашу між півостровом Мартинячим (Джанкойський р-н, АР Крим), що знаходиться південніше його на 1 км та островом Чурюк-Туб (Новотроїцький р-н, Херсонська обл.), який знаходиться північніше острова Мартинячого на 1,2 км. Сиваш — затока лагунного типу Азовського моря, яка розділена штучними дамбами на три великі водойми з власними назвами — Західний Сиваш, Центральний Сиваш та Східний Сиваш (Подгородецкий, 1988; Сиохин, 2000). Серед інших островів Центрального Сивашу (Чурюк, Чурюк-Туб, Куюк-Тук, Руський, Зеленовський, Верблюдка) острів Мартинячий є одним з найменших. Він є лесовим (глинистим) останцем, розташованим посередині Центрального Сивашу і має площу близько 6,5 га. Береги його обривисті, висотою 5–7 м н. р. м., активно розмиваються хвильовою діяльністю Сивашу.

## Біорізноманіття та природоохорона
Острів Мартинячий, завдяки значній віддаленості від материка, є місцем гніздування та відпочинку певної групи коловодних птахів, насамперед з родини мартинових (Laridae), яким він завдячує своєю назвою. Згідно з Указом Президента України «Про створення Азово-Сиваського національного природного парку» від 25.02.1993 р. за No62-93 острів Мартинячий разом з іншими трьома островами Сивашу (Чурюк (частина), Куюк-Тук (частина) та Китай) було включено до складу цього національного парку. До 1993 р. острів перебував у складі Азово-Сиваського заповідно-мисливського господарства.
Флора острова Мартинячого переважно представлена однорічними синантропними ви-дами з широким поширенням. На острові немає справжніх «степняків», тобто видів, поширених у степових екосистемах Присивашшя. Рослинність острова на більшій його території — синантропна. Її поширення спричинене життєдіяльністю птахів, що гніздяться на острові. По периферії острова вузькою смугою поширені галофітні угруповання, які розвинулись внаслідок хвильової діяльності Сивашу та імпульверизації солей.